# Gjøvik Olympiske Fjellhall
Gjøvik Olympiske Fjellhall byggdes som matcharena för ishockey i Olympiska vinterspelen i Lillehammer 1994. Den stod färdig 1993. Arenan är helt och hållet byggd i ett utsprängt bergrum. Den är dock inte den första anläggningen av denna typ i Gjøvik. I samma berg finns sedan tidigare en simhall, som byggts enligt samma koncept.